# Сражение при Оркинии
Сражение при Оркинии, также сражение при Оркиниях — сражение, которое состоялось в 320 или 319 году до н. э. между войсками Эвмена и Антигона около поселения Оркиния.
Сражению предшествовала Первая война диадохов между регентом Македонской империи Пердиккой с сатрапом Египта Птолемеем и соправителями Македонии Кратером и Антипатром. Война велась на двух театрах — царская армия во главе с Пердиккой отправилась в Египет, в то время как Эвмену было поручено руководство войсками в Малой Азии. Эвмен одержал две блестящие победы, в ходе которых погибли Кратер и сатрап Армении Неоптолем. В Египте Пердикка был убит восставшими военачальниками.
Во время последующего раздела империи в Трипарадисе новый регент империи Антипатр поручил сатрапу Великой Фригии Антигону разбить остатки сторонников Пердикки, к которым принадлежал Эвмен. Причинами поражения Эвмена при Оркинии стали неспособность «пердикканцев» объединить силы и назначить общего военачальника, предательство со стороны командира конницы Аполлонида, а также, возможно, хитрость Антигона, который смог скрыть истинную численность своего войска.
После поражения Эвмен с остатками своего войска укрылся в неприступной крепости Нора. Антигон, в свою очередь, переподчинил себе владения Эвмена Каппадокию и Пафлагонию, организовал осаду Норы, после чего в сражении при Кретополе разбил остатки сторонников Пердикки.

## Предыстория
После смерти Александра Македонского в 323 году до н. э. Македонская империя на Вавилонском разделе была разделена между военачальниками Александра под формальным управлением регента империи Пердикки. Конфликты между бывшими военачальниками Александра привели к нарастанию внутренних противоречий и началу войны за новое перераспределение власти в Македонской империи, которая получила название Первой войны диадохов. На военном совете Пердикка заявил, что сатрап Египта Птолемей ослушался приказа царей относительно захоронения тела Александра, а соправители Македонии Кратер и Антипатр предоставили приют опальному сатрапу Фригии Антигону. В связи с этим Пердикка считал необходимым первым объявить войну непокорным военачальникам, пока те не соберутся с силами. На военном совете было принято решение начать поход в Египет, а не в Македонию. На время похода в Египет Пердикка назначил Эвмена стратегом-автократором над войсками к западу от Таврских гор. Его основной задачей была охрана проливов, чтобы войска Антипатра и Кратера не смогли переправиться в Азию.
Военные действия противостояния диадохов развивались на двух театрах боевых действий. В Малой Азии Эвмен разбил в двух сражениях войска сатрапа Армении Неоптолема и военачальника Кратера. Практически одновременно со сражением у Геллеспонта регент империи Пердикка был убит в Египте восставшими военачальниками. Согласно Диодору Сицилийскому, новость о победе Эвмена в лагере царской армии Пердикки стала известна через несколько дней после убийства регента. Особо тягостное впечатление на македонян произвела гибель одного из самых популярных военачальников Александра Кратера. На общевойсковом собрании Эвмен, вместе с пятьюдесятью сторонниками Пердикки, был заочно приговорён к смерти. При новом перераспределении власти в Македонской империи регентом стал давний враг Эвмена Антипатр. Сатрапу Великой Фригии Антигону было поручено во главе царских войск разгромить Эвмена.
В этих условиях Малая Азия стала местом, где собрались большинство из представителей «партии Пердикки». Каппадокией и Пафлагонией управлял Эвмен, гористой областью Писидией с большим количеством укреплённых крепостей — брат Пердикки Алкета. К Алкете прибыли зять Пердикки, а также наварх его флота Аттал вместе с братом Полемоном, военачальник Доким, а также бывший сатрап Сирии Лаомедон. Совместными усилиями Алкета и Аттал победили карийского сатрапа Асандра, который до этого признал верховную власть Антипатра.

## Перед сражением. Силы сторон. Датировка
Антигон со своим войском расположился на зимовку во Фригии. Относительно расположения зимних квартир для войска Эвмена в античных источниках существуют разночтения. Плутарх утверждал, что Эвмен провёл зиму в Келенах, Диодор Сицилийский — в Каппадокии, Полиэн — в фригийско-каппадокийском пограничье. К этому времени относятся переговоры между военачальниками «партии Пердикки», которые не смогли договориться о совместном командовании и объединении войск. Ни Алкета, ни Аттал не были готовы подчиниться более сильному и талантливому Эвмену, своей зависти к которому они не скрывали и при жизни Пердикки. На предложение союза они ответили: «Алкета — брат Пердикки, Аттал — его зять, а Полемон — брат последнего, им подобает начальство и их распоряжениям должен подчиниться Эвмен». На это, согласно Плутарху, Эвмен сказал: «Выходит по пословице — „О дурном конце и думы нет!“».
Антигон стремился как можно быстрее выполнить возложенные на него обязанности, тем самым захватив новые владения и усилив собственную власть. Он стал раздавать щедрые обещания военачальникам и обычным воинам в войске Эвмена, которые решат перейти на его сторону. Сразу после зимовки во Фригии Антигон выступил в поход. Эвмен со своим войском также снялся с зимних квартир и последовал навстречу Антигону. Незадолго до сражения Эвмена покинул один из его военачальников — Пердикка. К нему присоединились 3500 пеших воинов и 500 всадников. Преследование дезертиров Эвмен поручил другому военачальнику — Фениксу, — который совершил усиленный ночной марш и напал на спящий лагерь, тем самым одержав безоговорочную победу. Впоследствии Эвмен казнил зачинщиков мятежа, в том числе и Пердикку, который попал в плен к Фениксу. Обычные воины получили прощение и были распределены среди других отрядов. Также Антигон смог ещё до сражения договориться о предательстве с командиром конницы Эвмена Аполлонидом. По мнению В. Б. Михайлова, Антигон тщательно изучил тактику Эвмена, который основные надежды возлагал на конницу. Поэтому он сделал всё, чтобы переманить на свою сторону начальника конницы врага, а также предполагал использовать элефантерию для противовеса всадникам Эвмена.
Диодор Сицилийский оценивал силы Антигона в десять тысяч пехотинцев, половина из которых были ветеранами-македонянами, две тысячи всадников и 30 слонов. Под командованием Эвмена было 20 тысяч фалангитов и 5 тысяч всадников. Э. Ансон обосновывает такое неравенство сил необходимостью Антигона оставить часть войска для противодействия пердикканцам в Писидии. Также, не исключено, что данные Диодора не соответствуют действительности, так как касались исключительно личного войска Антигона, без учёта подкреплений, предоставленных Антипатром. Корнелий Непот утверждал, что силы Антигона значительно превосходили войско Эвмена. Полиэн, среди прочего, упоминает о войсках союзников, которые прибыли к Антигону незадолго до сражения. Обращает внимание несогласованность данных Диодора Сицилийского. Этот античный автор утверждал, что после сражения при Оркинии Антигон совершил форсированный марш, чтобы сразиться с Алкетой. В сражении при Кретополе, согласно Диодору, Антигон управлял войском в 40 тысяч пеших воинов, 7 тысяч всадников и 30 боевых слонов. Не исключено, что Антигон смог обмануть Эвмена в оценке численности своего войска, тем самым побудив последнего начать сражение в невыгодных условиях.
Историкам неизвестно, где находилась Оркиния и, соответственно, где состоялось сражение. В историографии существует по меньшей мере две версии. Согласно первой, поселение находилось в долине возле Лулона рядом с современным городом Улукышла. По другой версии, сражение при Оркинии произошло на центральной каппадокийской равнине.
Среди множества проблем при реконструкции событий периода войн диадохов существует сложность их датировки. Сражение при Оркинии состоялось на следующий год после победы Эвмена над войсками Кратера и Неоптолема у Геллеспонта. В современной историографии присутствуют три подхода к определению даты того или иного события войн диадохов, которые получили название «высокой» и «низкой» хронологии. Также Э. Ансон выделяет гибридный подход в датировке, который использует элементы «высокой» и «низкой» хронологий. Сражение у Геллеспонта состоялось в 321 или 320 году до н. э. По утверждению Э. Ансона, который датирует сражение у Геллеспонта маем-июнем 320 года до н. э., после исследования Т. Бойи «Between High and Low: A Chronology of the Early Hellenistic Period» в историографии при описании событий 321—318 годов до н. э. отдают предпочтение «низкой» хронологии. Соответственно, в историографии встречаются две датировки сражения при Оркинии — 320 (или зима 321/320) и 319 годы до н. э.

## Сражение
Вначале Антигон со всеми своими силами смог овладеть предгорьем, которое возвышалось над равниной, где расположился со своим войском Эвмен. Во время последующего сражения Аполлонид с конницей, неожиданно для Эвмена, перешёл на сторону Антигона, что и обусловило исход сражения. Согласно Плутарху, Аполлонид в бою попал в плен к Эвмену и был повешен. Согласно Диодору Сицилийскому, потери Эвмена составили 8 тысяч воинов. Также Антигон смог захватить вражеский обоз. По мнению Д. В. Колосова, предательство Аполлонида полностью скомкало ход сражения и не дало Эвмену использовать свой талант и численное преимущество войска. А. К. Нефёдкин, в статье посвящённой элефантерии, отмечал, что античные источники умалчивают о роли столь важного преимущества в войске Антигона как боевые слоны во время сражения.
Согласно Диодору Сицилийскому, Эвмен с остатками своего войска бежал в Армению, где надеялся вступить в союз с местным правителем Оронтом и пополнить свои силы. Плутарх и Полиэн с вариациями передают более сложную историю. Согласно этим античным авторам, при отступлении Эвмен незаметно для Антигона повернул и круговой дорогой вернулся на поле сражения. Там он совершил обряд сожжения и захоронения трупов павших воинов, после чего удалился. Во время отступления Эвмен мог захватить обоз Антигона, который охранял Менандр. Эвмен осознанно отказался от богатой добычи, так как побоялся, что разграбление обоза лишь обременит и задержит его войско. Поэтому он предупредил Менандра через своего человека о грозящей тому опасности. Менандр занялся транспортировкой повозок в горы, в то время как Эвмен беспрепятственно продолжил свой поход. Антигон, услышав о произошедшем, сказал: «Чудаки вы! Вовсе не о вас он заботился, не тронув ваших близких, — он просто-напросто боялся, что в бегстве эта добыча станет для него тяжкими оковами». Тем самым, по мнению Плутарха, Менандр не разгадал хитрость Эвмена и, хоть и спас обоз от разграбления, упустил возможность победить противника.

## Последствия
Эвмен с остатками своего войска укрылся в небольшой неприступной крепости Нора. Антигон наладил осаду, подчинил себе бывшие владения Эвмена, после чего отправился в Писидию, где в сражении при Кретополе разбил остатки сторонников Пердикки.

### Исследования
- Дройзен И. Г. История эллинизма. — Ростов-на-Дону: Феникс, 1995. — Т. 2. — 544 с. — ISBN 5-85880-079-3.
- Ефремов Н. В. К истории северной Малой Азии в раннеэллинистическое время. 2. Период диадохов 323—311 гг. // Античный мир и археология. — Саратов: Саратовский государственный университет, 2010. — № 14. — С. 49—93. — ISSN 0320-961X.
- Колосов Д. В. Наследник Александра (некоторые аспекты полководческого искусства Эвмена Кардийского) // Проблемы истории, филологии, культуры. — Магнитогорск: Магнитогорский государственный университет, 2007. — № 17. — С. 249—254. — ISSN 1992-0431.
- Михайлов В. Б. Эвмен из Кардии — полководец раннеэллинистического периода // Известия Алтайского государственного университета. — Барнаул: Алтайский государственный университет, 2021. — Вып. 118, № 2. — С. 55—59. — ISSN 1561-9451.
- Нефёдкин А. К. Башни на вооружении древних боевых слонов // Вестник древней истории  / ИВИ РАН. — М.: Наука, 2010. — Вып. 273, № 2. — С. 96—114. — ISSN 0321-0391.
- Самохина Г. С. Семьдесят лет научной дискуссии: к хронологии эпохи диадохов // Мнемон : исследования и публикации по истории античного мира. — СПб.: Филологический факультет СПбГУ, 2006. — № 5. — С. 511—542. — ISSN 1813-193X.
- Шофман А. С. Распад империи Александра Македонского / Печатается по постановлению редакционно-издательского совета Казанского университета. Отв. редактор В. Д. Жигунин. — Казань: Издательство Казанского университета, 1984.
- Anson E. Eumenes of Cardia. A Greek among Macedonians (англ.). — 2nd ed. — Koninklijke Brill, 2015. — XVII, 285 p. — (Mnemosyne Supplements, History and Archaeology of Classical Antiquity, vol. 383). — ISBN 978-90-04-29717-3.
- Billows Richard A. Antigonos the One-eyed and the Creation of the Hellenistic State (англ.). — Berkeley; Los Angeles; London: University of California Press, 1997. — XX, 515 p. — (Hellenistic Culture and Society, vol. 4). — ISBN 0-520-06378-3. — doi:10.1525/9780520919044.
- Heckel W. Who's Who in the Age of Alexander the Great : Prosopography of Alexander's Empire (англ.). — Malden; Oxford; Carlton: Blackwell Publishing, 2006. — P. 95—99. — XXII, 389 p. — ISBN 1-4051-1210-7.
- Hoffmann W[нем.]. Phoinix 8 // Paulys Realencyclopädie der classischen Altertumswissenschaft :  [нем.] / Georg Wissowa. — Stuttgart : J. B. Metzler’sche Verlagsbuchhandlung[нем.], 1941. — Bd. XX, 1. — Kol. 425.